# Like Wind
Like Wind (如風) è un EP del 1993 della cantante pop cinese Wang Fei, conosciuta anche con il nome d'arte di Faye Wong.

## Tracce
1. 如風 (Yu Foong)
Come vento
2. 诱惑我 (You Huo Wo)
Cuore tentato
3. 天生不是情种 (Teen Sung But See Tsing Jo)
Innatamente non fatta per l'amore
4. 季候风 (Gwai Hau Foong)
Brezza stagionale